# Thunderbolt (Kennywood)
Thunderbolt in Kennywood (West Mifflin, Pennsylvania, USA) ist eine Holzachterbahn, die 1924 als Pippin eröffnet wurde. Die Pippin wurde ursprünglich von John A. Miller konstruiert. Zwischen 1967 und 1968 wurde die Pippin von Andy Vettel / Kennywood stark erweitert und eröffnete am 27. März 1968 als Thunderbolt neu.
Der Lifthill befindet sich nicht wie bei den meisten anderen Achterbahnen am Anfang der Fahrt, sondern befindet sich mitten im Streckenverlauf.

## Züge
Thunderbolt besitzt drei Züge vom Hersteller National Amusement Devices Company mit jeweils vier Wagen. In jedem Wagen können sechs Personen (drei Reihen à zwei Person) Platz nehmen.